# 1792年嘉義地震
1792年嘉義地震（嘉義彰化地震）是指1792年8月9日发生于臺灣的一场地震。该次地震震中位于23°36′N 120°30′E / 23.6°N 120.5°E，芮氏規模是6.75－7.1（6.8）。

## 災害情形
- 617人死亡
- 781人受傷
- 24,621棟房屋倒塌